# Соболь (річка)
Со́боль — річка в Українських Карпатах, у межах Вигодської селищної громади Калуського району Івано-Франківської області. Ліва притока Мизунки (басейн Дністра).

## Опис
Довжина 12 км, площа басейну 45 км². Похил річки 38 м/км. Річка гірського типу. Долина вузька і глибока, майже повністю заліснена. Річище слабозвивисте, з перекатами і кам'янистим дном.

## Розташування
Починається при північних схилах гори Чирак (масив Сколівські Бескиди). Тече переважно на північний схід (місцями на північ), у пониззі — на схід. Впадає до Мизунки неподалік від лісоділянки і станції Міндунок Солотвинський вузькоколійки «Карпатський трамвай».

## Притоки
- Тихий
- Соболиця
- Хамін — ліва притока. Починається на сході від заповідного урочища Рожанське. Тече переважно на північний схід через мішаний ліс (ялина та бук) і впадає у річку Соболь, ліву притоку Мизунки.[2]